# Pirmasens
Pirmasens je mesto z nekaj več kot 40.000 prebivalci na jugu nemške zvezne dežele Porenje - Pfalška. Mesto leži blizu meje s Francijo. Pirmasens je tudi sedež okrožja Jugozahodne Pfalške. Pirmasens je znan po svoji zgodovinski proizvodnji obutve. 

## Šport
- FK Pirmasens
- TV 1863 Pirmasens
- VFB Pirmasens
- GW Pirmasens
- SG Pirmasens
- Rot-Weiß Pirmasens
- Blau-Weiß Pirmasens
- ASV Pirmasens
- TTC Pirmasens
- TUS/DJK Pirmasens
- SV 1907 Ruhbank
- RC Pirmasens
- 1. Boule Verein Pirmasens
- MTV 1873 Pirmasens

## Znane osebnosti
- Heinrich Bürkel (1802–1869), slikar
- Godfried Weitzel (1835–1884), general v unijski vojski med ameriško državljansko vojno
- Hugo Ball (1886–1927), pisatelj, pesnik, ustanovitelj umetniškega gibanja Dadaizma
- Hermann Breith (1892–1964), nemški general
- Betty Amann (1905–1990), igralka
- Ralph H. Baer (1922–2014), nemško-ameriški izumitelj in inženir
- Julian Steckel (1982), čelist
- Erik Durm (1992), nogometaš

## Pobrateno mesto
- Poissy, Francija